# Pecadores
Pecadores es una telenovela chilena creada por Alejandro Cabrera en conjunto a Larissa Contreras, dirigida por María Eugenia Rencoret y emitida por Televisión Nacional de Chile desde el 18 de agosto hasta el 30 de diciembre de 2003. Trata sobre un grupo de estafadores que llegan a un pueblo ficticio llamado El Edén pero se llevan una sorpresa al darse cuenta de que la vida de todos sus habitantes gira en torno a la muerte. Protagonizada por Álvaro Rudolphy, Francisca Imboden y Benjamín Vicuña.

## Argumento
Un hombre y una mujer, amantes y cómplices, resultan ser los criminales más buscados a lo largo de Chile, a quienes las autoridades investigan sin descanso para dar con su paradero, pero nunca nadie ha conseguido capturarlos hasta ahora . Estos son Simón Valladares (Álvaro Rudolphy) y Dolores Barriga, más conocida como Lola (Francisca Imboden), quienes se dedican al negocio de las estafas junto a Herodes, hermano de Lola y también conocido como El Piruja (Benjamín Vicuña), quien se hace pasar por sacerdote en pueblos sin iglesia, ofreciendo servicios religiosos, y con la ayuda de sus supuestos asistentes, cobrará por bautizos, matrimonios, confesiones, extremas unciones, primeras comuniones, confirmaciones, etcétera; todo simplemente con el pretexto de que el dinero recaudado irá a un fondo destinado a construir la iglesia del pueblo en cuestión, lo que por supuesto nunca ocurre, pues los tres son lo suficientemente pillos para comprobar que sus labores se han hecho, y saben huir en el momento adecuado con los bolsillos llenos y la cara llena de risa, dejando tras de sí la rabia y el desconsuelo de los fieles parroquianos estafados.
En esta ocasión, y luego de un viaje bastante extenso por el país, Simón y sus compinches llegan a un pueblo cordillerano llamado "El Edén", ubicado en algún lugar de nuestra larga y angosta geografía, el cual resulta ser un pueblo pintoresco y dedicado al negocio de la muerte. Es en esta localidad donde el Piruja ve la posibilidad de realizar más "milagros" que en ningún pueblo haya hecho, y se juntaría una verdadera fortuna a costa de los habitantes objetivos a estafar. Además la oportunidad de oro llega inexplicablemente para Simón y Lola, quienes deben hacerse pasar por hermanos y familiares para poder obtener una multimillonaria herencia por parte de Dionisio Cienfuegos (Jaime Vadell), el benefactor del pueblo del Edén. Lo que no se sospecha es que el destino les ha preparado para estos tres pillastres una desquiciada sorpresa.

## Reparto

### Principales
- Álvaro Rudolphy como Simón Valladares.
- Francisca Imboden como Dolores Barriga.
- Benjamín Vicuña como Herodes Barriga «El Piruja» / Padre Benigno.[3]
- Ángela Contreras como Altagracia Cienfuegos.
- Luciano Cruz-Coke como Ángelo Botero / Adriano Del Ponte
- Jaime Vadell como Dionisio Cienfuegos.
- Gloria Münchmeyer como Úrsula Pérez.[4]
- Mauricio Pešutić como Rigoletto Morandé.
- Coca Guazzini como Amelia Soto.
- Francisco Pérez Bannen como Radamés Pérez.
- Sigrid Alegría como Rebeca Flores.
- Ana Reeves como Gloria Torres.
- Edgardo Bruna como Sofanor Pérez.
- Patricia López como Miranda Ahumada.
- Catalina Guerra como Sofía Reinoso.
- Alejandra Fosalba como Filomena Páez.
- Gabriela Hernández como Lila Corona.
- Marcelo Romo como Armando Flores.
- Malucha Pinto como Laura Machuca.
- Luis Gnecco como Reinaldo Gatica.
- Paola Volpato como Aída Montero.
- Claudio Arredondo como Eleuterio Carrasco.
- Carmina Riego como Lucrecia Bustos.
- Íñigo Urrutia como Romilio Pérez.
- Paola Giannini como Magdalena Solís.
- Andrés Velasco como Bienvenido Pereira.
- Claudio Olate como Celso Tapia.
- Fernando Farías como Caronte Tapia.
- Grimanesa Jiménez como Paz Pino.
- Ricardo Pinto como Erasmo Mua.
- Cristina Peña y Lillo como Julia Herrera.

## Recepción
Pecadores debutó con una audiencia de 33,6 puntos de rating el 18 de agosto de 2003. Al igual que su predecesora Puertas adentro, debió enfrentar el éxito de Machos de Canal 13. No obstante, Machos finalizó en octubre y Canal 13 programó una repetición de la misma telenovela; ante esto Pecadores logró repuntar y mantuvo el liderazgo hasta su final en diciembre. Finalmente, obtuvo un promedio de 25,7 puntos en todas sus emisiones por debajo de los 33,1 puntos promedio de su antecesora Puertas adentro.

## Banda sonora
- El muerto vivo - Clan Rojo (Tema central)
- Sin miedo a nada - Álex Ubago (tema de Lola y Simón)
- Odio el silencio - Bacilos (tema de Lola y Radamés)
- Mariposa traicionera - Maná (tema de Altagracia y Angelo)
- Mi primer amor - María José Quintanilla (tema de Magdalena y el padre Benigno)
- Un hombre muerto en el ring - Pettinellis (tema de Rebeca y el Padre Benigno)
- Ch, bah, puta la güeá - Petinellis
- En el 2000 - Natalia Lafourcade (Tema de Romilio y Julita)
- No hables tanto - Pettinellis
- Rigoletto - Luciano Pavarotti (tema de Rigoletto)

## Retransmisiones
Pecadores fue retransmitida por la señal nacional de TVN en 2008.